# Lanterne Rouge

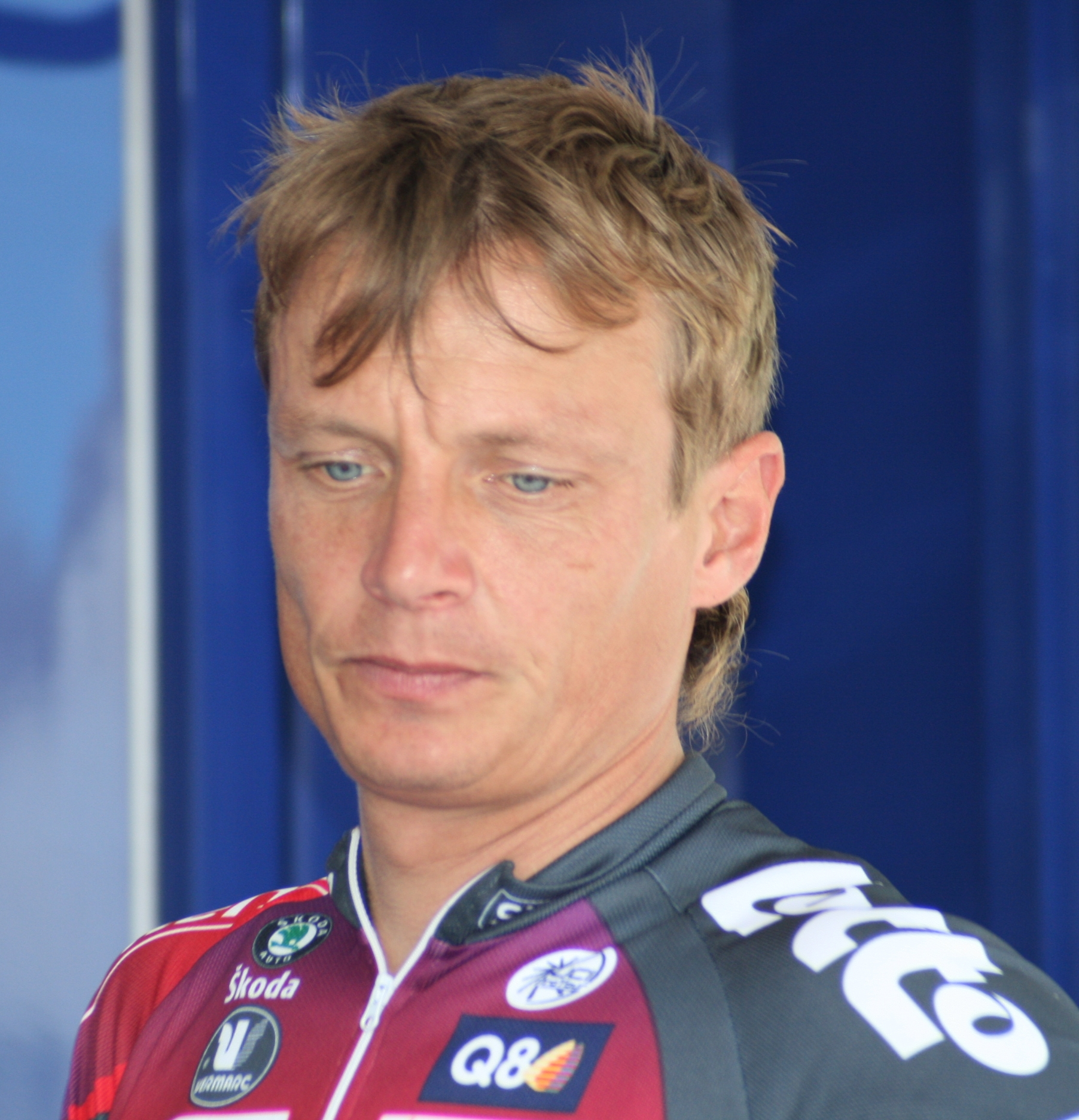
Wim Vansevenant, Rekordinhaber der roten Laterne

Die Lanterne rouge (französisch für rote Laterne) ist eine inoffizielle Auszeichnung für den letztplatzierten Fahrer in der Gesamtwertung der Tour de France. Die Bezeichnung ist von den roten Rücklichtern am letzten Waggon eines Eisenbahnzugs abgeleitet, die früher als Zugschlusssignal dienten.

## Allgemeines
Die rote Laterne ist sehr begehrt, da der letztplatzierte Fahrer, der das Ziel in Paris erreicht, besondere Aufmerksamkeit erhält. Der Träger der roten Laterne gerät im Gegensatz zu den Fahrern auf den Platzierungen im Mittelfeld nicht in Vergessenheit. Es fanden daher bereits regelrecht Kämpfe um die rote Laterne statt.
Der Kampf um die rote Laterne verlangt einiges an taktischem Geschick, weil der Fahrer, der sie erlangen möchte, sich auf einem schmalen Grat bewegt. Er muss möglichst mit dem Gruppetto ins Ziel kommen, aber gleichzeitig aufpassen, dass er nicht die Karenzzeit überschreitet, da die Tour für ihn dann beendet ist. Besonders im Zeitfahren stellt dies eine Herausforderung dar, weil der letztplatzierte Fahrer der Tour als Erster starten muss und daher keinerlei Zwischenzeiten der anderen Fahrer kennt.
Während der Schlussetappe nach Paris wird von dem Letztplatzierten in der Gesamtwertung als kleiner Gag gerne eine kleine rote Leuchte am Fahrrad getragen.

## Statistik
Rekord-„Gewinner“ der roten Laterne ist der Belgier Wim Vansevenant, dem dieses Kunststück dreimal (2006, 2007 und 2008) gelang. Ihm folgen mit je zwei Roten Laternen der Belgier Daniel Masson (1922, 1923), der Österreicher Gerhard Schönbacher (1979, 1980), der Niederländer Mathieu Hermans (1987, 1989) und der Franzose Jimmy Casper (2001, 2004).
Drei Mal erhielten deutsche Radrennfahrer die Rote Laterne: Rudolf Risch (1932), Willy Kutschbach (1935) und Roger Kluge (2020). Zudem beendeten vier Schweizer die Rundfahrt als Letzter: Pietro Tarchini (1947), Fritz Zbinden (1950), Walter Favre (1958) und Gilbert Glaus (1984).

## Alle „Träger“ der roten Laterne
- 1903:  Arsène Millocheau
- 1904:  Antoine Deflotrière
- 1905:  Clovis Lacroix
- 1906:  Georges Bronchard
- 1907:  Albert Chartier
- 1908:  Henri Anthoine
- 1909:  Georges Devilly
- 1910:  Constant Collet
- 1911:  Lucien Roquebert
- 1912:  Maurice Lartigue
- 1913:  Henri Alavoine
- 1914:  Henri Leclercq
- 1915–1918 keine Austragung
- 1919:  Jules Nempon
- 1920:  Charles Raboisson
- 1921:  Henri Catelan
- 1922:  Daniel Masson
- 1923:  Daniel Masson
- 1924:  Victor Lafosse
- 1925:  Fernand Besnier
- 1926:  André Drobecq
- 1927:  Jacques Pfister
- 1928:  Edouard Persin
- 1929:  André Léger
- 1930:  Marcel Ilpide
- 1931:  Richard-William Lamb
- 1932:  Rudolf Risch
- 1933:  Ernest Neuhard
- 1934:  Antonio Folco
- 1935:  Willy Kutschbach
- 1936:  Aldo Bertocco
- 1937:  Aloyse Klensch
- 1938:  Janus Hellemons
- 1939:  Armand Le Moal
- 1940–1946 keine Austragung
- 1947:  Pietro Tarchini
- 1948:  Vitorio Seghezzi
- 1949:  Guido De Santi
- 1950:  Fritz Zbinden
- 1951: / Abdel-Kader Zaaf
- 1952:  Henri Paret
- 1953:  Claude Rouer
- 1954:  Marcel Dierkens
- 1955:  Tony Hoar
- 1956:  Roger Chaussabel
- 1957:  Guy Million
- 1958:  Walter Favre
- 1959:  Louis Bisiliat
- 1960:  Herrero Berrendero
- 1961:  André Geneste
- 1962:  Augusto Marcaletti
- 1963:  Willy Derboven
- 1964:  Anatole Novak
- 1965:  Joseph Groussard
- 1966:  Paolo Manucci
- 1967:  Jean-Pierre Genet
- 1968:  John Clarey
- 1969:  André Wilhelm
- 1970:  Frits Hoogerheide
- 1971:  Georges Chappe
- 1972:  Alain Bellouis
- 1973:  Jacques-André Hochart
- 1974:  Lorenzo Alaimo
- 1975:  Jacques Boulas
- 1976:  Aad van den Hoek
- 1977:  Roger Loysch
- 1978:  Philippe Tesnière
- 1979:  Gerhard Schönbacher
- 1980:  Gerhard Schönbacher
- 1981:  Faustino Cuelli
- 1982:  Werner Devos
- 1983:  Marcel Laurens
- 1984:  Gilbert Glaus
- 1985:  Manrico Ronchiato
- 1986:  Ennio Salvador
- 1987:  Mathieu Hermans
- 1988:  Dirk Wayenberg
- 1989:  Mathieu Hermans
- 1990:  Rodolfo Massi
- 1991:  Rob Harmeling
- 1992:  Fernando Quevedo
- 1993:  Edwig Van Hooydonck
- 1994:  John Talen
- 1995:  Bruno Cornillet
- 1996:  Jean-Luc Masdupuy
- 1997:  Philippe Gaumont
- 1998:  Damien Nazon
- 1999:  Jacky Durand
- 2000:  Olivier Perraudeau
- 2001:  Jimmy Casper
- 2002:  Igor Flores
- 2003:  Hans De Clercq
- 2004:  Jimmy Casper
- 2005:  Iker Flores
- 2006:  Wim Vansevenant
- 2007:  Wim Vansevenant
- 2008:  Wim Vansevenant
- 2009:  Jauheni Hutarowitsch
- 2010:  Adriano Malori
- 2011:  Fabio Sabatini
- 2012:  Jimmy Engoulvent
- 2013:  Svein Tuft
- 2014:  Ji Cheng
- 2015:  Sébastien Chavanel
- 2016:  Sam Bennett
- 2017:  Luke Rowe
- 2018:  Lawson Craddock
- 2019:  Sebastian Langeveld
- 2020:  Roger Kluge
- 2021:  Tim Declercq
- 2022:  Caleb Ewan
- 2023:  Michael Mørkøv
- 2024:  Mark Cavendish
- 2025:  Simone Consonni